# Cours de la Résistance
Le Cours de la Résistance est une voie du centre-ville de la commune française de Laval.

## Situation et accès
Il prolonge la rue du Vieux-Saint-Louis et débouche sur la place du 11-Novembre. C'est un lieu névralgique de Laval, car il accueille la « gare des TUL », le point central du réseau de bus de l'agglomération.
Il est l'un des principaux axes permettant l’accès au centre-ville de Laval.

## Historique
Il correspond, avec la rue du Vieux-Saint-Louis, à l'ancien cours de la Mayenne, déviée au début du XIXe siècle lors de la construction du pont Aristide-Briand. À l'origine, il accueille une allée plantée, la Promenade de Changé, qui se poursuivait avec l'actuel square de Boston. Cette allée était bordée à l'est par l'allée du Vieux-Saint-Louis et à l'ouest par la rue du Viaduc, devenue allée de Cambrai. Le cours est toujours planté d'arbres, mais il a été ouvert à la circulation et c'est aujourd'hui un important axe routier dans le centre de Laval.
En 2020, une opération préventive archéologique est menée sur la voie.

## Bâtiments remarquables et lieux de mémoire
Plusieurs passages piétons du cours de la Résistance se voient rajouter des arc-en-ciels, en guise de soutien à la Marche des fiertés.